# Kasteel Santapau
Het Kasteel Santapau is een middeleeuws kasteel in de gemeente Licodia Eubea, een gemeente op het Italiaanse eiland Sicilië. Het ligt in de Hyblaeïsche Bergen, meer bepaald in de metropolitane stad Catania, vroeger provincie Catania genoemd.
Licodia Eubea telt twee bergtoppen buiten het centrum. Deze met het Kasteel Santapau wordt genoemd Monte Castello. De andere is de Monte Calvario.

## Namen
In de middeleeuwen was de oorspronkelijke naam Kasteel van Licodia, genoemd naar het oord en later het graafschap Licodia. Vanaf 1392 droeg het kasteel de naam Santapau naar de eigenaars, de familie Santapau uit Catalonië.

## Beschrijving
Het Kasteel Santapau is een ruïne, en dit sinds de aardbeving van 1693 die grote delen van Sicilië trof. Het grondplan is vijfhoekig. De vestingmuren staan op de schuine rotsgrond, zodat het bouwwerk een hoogteverschil kent. Op het hoogste punt staan twee ronde torens naast elkaar om de ingang te versterken; in totaal telt het kasteel Santapau zes ronde torens. Omwille van puin en ingestorte galerijen die op elkaar liggen, is het niet mogelijk de functie van de deelgebouwen aan te geven.

## Historiek
De origine gaat terug tot de Laat-Romeinse en Vroeg-Byzantijnse periode. Het metselwerk in de kelders wijst hierop. Tijdens de periode van het Emiraat Sicilië hebben Arabische troepen het gebouw vernield.
De heropbouw gebeurde tijdens het Frans bewind onder het Huis Anjou-Sicilië, op het einde van de 13e eeuw. Mogelijks werden de kasteelmuren opgetrokken op bouwwerken die hun aanvang al kenden in de tijd van de Hohenstaufen (begin 13e eeuw). Het kasteel droeg in de Franse tijd de naam Castrum di Licodiae (in het Latijn) zoals opgetekend staat in registers. Bertrand Artus beheerde het kasteel. Een latere eigenaar Ugolino Callari of di Callaro kreeg de investituur tot graaf van Licodia door een decreet van koning Frederik II (1299).
Koning Martinus I van Aragon, van het Huis Barcelona, schonk het kasteel weg aan Ughetto Santapau voor geleverde diensten aan de Kroon (1392). Dit was een edelman uit Catalonië. De familie Santapau, naar wie het kasteel voortaan genoemd wordt, behield het kasteel gedurende twee eeuwen. Door het huwelijk van Camilla Santapau met de edelman Muzio Ruffo (1615) ging het kasteel als bruidsschat over naar de familie Ruffo di Calabria. Deze laatste familie behield het kasteel, niettegenstaande het een ruïne was na de aardbeving van 1693, tot in het jaar 1812. Het Napoleontisch bestuur in Napels en Sicilië schafte toen het feodale stelsel af. Het kasteel Santapau werd staatseigendom, en na de eenmaking van Italië, eigendom van de gemeente Licodia Eubea.